# Amy Farrington
Amy Farrington, född 20 september 1966 i Boston, är en amerikansk skådespelare. Hon är bland annat känd från Will & Grace, The Michael Richards Show och 2 1/2 män. I TV-serien S.W.A.T. spelar hon Piper Lynch.